# To Love a Woman
To Love a Woman è un singolo del cantante statunitense Lionel Richie, pubblicato il 7 aprile 2003 come unico estratto dal primo album dal vivo Encore.
Il singolo, che ha visto la collaborazione del cantante spagnolo Enrique Iglesias, è stato inserito anche nel settimo album in studio di quest'ultimo Escape.

## Video musicale
Il videoclip del brano è stato diretto da Simon Brand.

## Tracce
UK CD Single
1. To Love A Woman – 3:53
2. Just To Be Close To You (Live) – 3:53
3. Cinderella (Live) – 4:03
4. To Love A Woman (Video) – 3:53

## Classifiche
| Classifica (2002) | Posizione più alta |
| ----------------- | ------------------ |
| Austria           | 14                 |
| Svizzera          | 50                 |
| Belgio (Fiandre)  | 2                  |
| Belgio (Vallonia) | 8                  |